# Yō Yoshinari
Yō Yoshinari (jap. 吉成 曜 Yoshinari Yō; ur. 6 maja 1971 w Tokio) – japoński twórca animacji, scenarzysta oraz reżyser filmów anime.
Jest znany ze względu na charakterystyczny sposób przedstawiania przestrzeni i perspektywy przy pomocy sfer, szczególnie w przypadku efektów dymu i eksplozji, jak również generalnej mechaniki tworzonych postaci. Wielki wpływ miał na niego Nijitte Monogatari, co było szczególnie widać w jego projektach dla animacji  Tengen Toppa Gurren Lagann oraz Little Witch Academia.
Yoshinari wybrał swoją karierę w przemyśle pod wpływem swojego starszego brata, Kō Yoshinariego. Kilka wczesnych prac i animacji wykonał właśnie dla brata podczas nauki w liceum, ale nie był wymieniany z nazwiska w napisach końcowych. Po ukończeniu szkoły zawodowej złożył podanie o pracę w studiach Gainax oraz Madhouse. Nie doczekawszy się odpowiedzi od pierwszego z nich, dołączył do Madhouse. Okazało się później, iż w wyniku błędu Gainax nie zdążyło rozpatrzyć jego podania, zostało to zrobione dopiero trzy miesiące później. Nie czekając na wyjaśnienia, Yoshinari powiedział Madhouse, że „bycie animatorem jest dla mnie za trudne” i przeszedł do Gainax.
Yoshinari dołączył do Gainax tuż po zamknięciu anime Fushigi no umi no Nadia. Nie mogąc pracować nad dopiero zamkniętym projektem, został natychmiast dołączony do zespołu pracującego nad Aoki Uru. Pozwoliło mu to w krótkim czasie zostać głównym animatorem.

## Filmografia
- Neon Genesis Evangelion (główny animator, projektant mechaniki)
- Dead Leaves (główny animator)
- Mahoromatic (główny animator)
- Medabots (główny animator)
- Valkyrie Profile (twórca szkiców koncepcyjnych, projektant postaci)
- Valkyrie Profile 2: Silmeria (twórca szkiców koncepcyjnych, projektant postaci)
- FLCL (główny animator, scenarzysta)
- Diebuster (główny animator)
- Gurren Lagann (reżyser animacji, projektant mechów)[3]
- Gurren Lagann Parallel Works (reżyser, scenarzysta, główny animator, odc. 8)
- Panty & Stocking with Garterbelt (twórca szkiców koncepcyjnych, reżyser animacji, główny animator, odc. 12B)[5]
- Little Witch Academia (twórca szkiców koncepcyjnych, reżyser, projektant postaci, reżyser animacji)[4]
- Kill la Kill (scenarzysta, główny animator)
- Kizumonogatari (główny animator, część 1, 3)
- Darling in the Franxx (główny animator)
- BNA: Brand New Animal (reżyser)